# 전형성능
전형성능(全形成能, 영어: totipotency) 또는 분화전능(分化全能)은 식물 세포의 조직이 세포 전체의 형태를 형성하거나 식물체를 재생하는 능력을 말한다. 개체 식물의 유전자형 또는 표현형으로 표현된 모든 유전 물질은 단 하나의 식물 세포에 포함되어 있다. 이러한 단일 세포는 조직의 특성에 따라 발현 정도가 다르게 나타난다. 그러나 식물 세포는 전형성능이 있어서 뿌리, 줄기, 잎, 꽃가루 등의 세포에서 하나의 완전한 식물체로 재생될 수 있다.

## 역사
오스트리아의 식물학자 하버란트(Haberlandt)는 여러 식물 조직으로부터 세포를 분리하여 무균적으로 증식시켜 마침내 원래와 똑같은 식물 개체를 육성하였다. 그리고 생명을 유지하는 최소 단위는 세포이고, 식물체를 구성하는 어떤 세포도 완전한 식물체를 형성하며, 식물의 생활 주기를 갖추는 데 필요한 정보를 갖고 있는 것을 확인하였다. 이것을 전형성능이라는 말로 표현한다. 1930년대 초에 캘러스(callus)라고 하는 부정형의 세포괴가 최초로 인위적으로 유도되었다.

## 같이 보기
- 멘델의 유전법칙

## 참고자료
- 《Plant Science 1》Olga Piedrahita. 나이아가라 대학 출판사. 2008년 출간. 2009년 3월 27일 확인.